# Lüe
Lüe är en kommun i departementet Landes i regionen Nouvelle-Aquitaine i sydvästra Frankrike. Kommunen ligger i kantonen Sabres som tillhör arrondissementet Mont-de-Marsan. År 2022 hade Lüe 613 invånare.

## Befolkningsutveckling
Antalet invånare i kommunen Lüe
Referens:INSEE